# Pseudechis guttatus
Pseudechis guttatus — вид змій родини аспідові (Elapidae).

## Поширення
Є ендеміком Австралії, мешкає на сході материка у внутрішніх районах на південному сході Квінсленду та на півночі Нового Південного Уельсу.

## Опис
У середньому сягають 125 см завдовжки, максимум до 2 м.

## Спосіб життя
Раціон змії складається з жаб, ящірок та дрібних ссавців.
Ця змія є найотруйнішою у роді чорних змій. Проте вона не агресивна і ніколи не нападає на людину першою.

## Розмноження
Яйцекладний вид. Відкладає 7-12 яєць.